# Družboslovna statistika
Družboslovna statistika se ukvarja z metodami merjenja in analizo podatkov v družboslovju. 
Zbiranje podatkov v družboslovju običajno poteka z anketiranjem. Ker se pri zbiranju podatkov srečujemo z velikim številom enot si večkrat pomagamo z vzorčenjem in metodami inferenčne statistike.